# Maria Eleonora af Brandenburg
Maria Eleonora af Brandenburg (1599 – 1655) var datter af hertug Johan Sigismund af Brandenburg og Anna af Preussen. I 1620 blev hun gift med kong Gustav 2. Adolf af Sverige. Hun var dronning af Sverige fra 1620 til 1632 og mor til dronning Kristina.